# 갈랜드

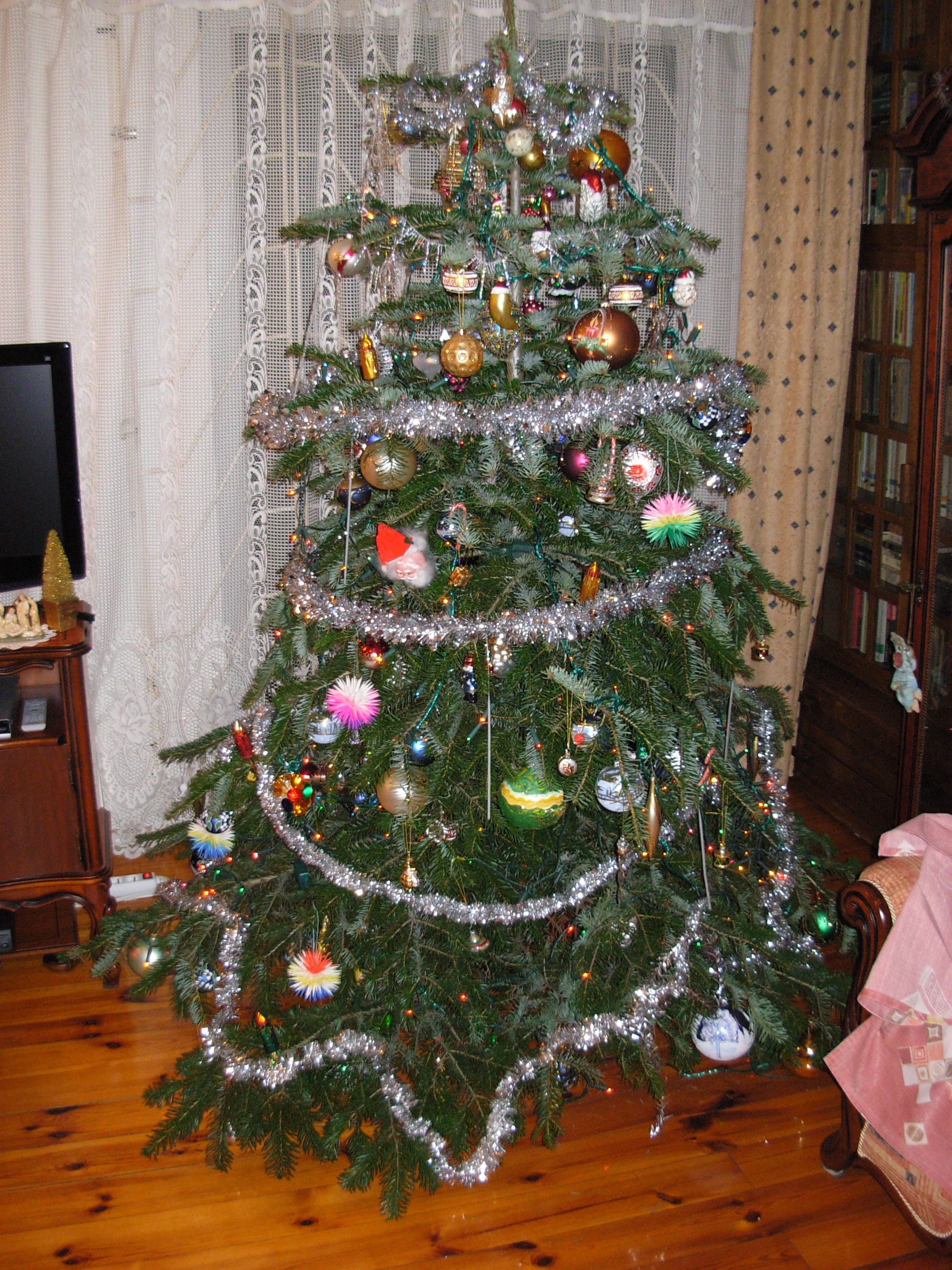
크리스마스 트리에 반짝이는 갈랜드

갈랜드(영어: garland)는 꽃, 잎, 기타 재료로 장식된 끈, 매듭, 리스다. 갈랜드는 머리나 목에 걸거나, 문화적 또는 종교적으로 중요한 장소에 놓을 수 있다.

## 같이 보기
- 세븐 시스터스 (대학)